# 5089 Nádherná
5089 Nádherná là một tiểu hành tinh vành đai chính với chu kỳ quỹ đạo là 1705.3943566 ngày (4.67 năm).
Nó được phát hiện ngày 25 tháng 9 năm 1979.